# Bob Steele (acteur)
Pour les articles homonymes, voir Steele.
Bob Steele, né Robert Adrian Bradbury le 23 janvier 1907 et mort le 21 décembre 1988, est un acteur américain.

## Biographie

### Jeunesse
Il est né à Portland dans une famille du music-hall. Après des années de nomadisme, la famille s'installe à Hollywood à la fin des années 1910, où son père, Robert N. Bradbury, trouve du travail dans le cinéma, d'abord comme acteur puis comme réalisateur. En 1920, il prend Bob et son frère jumeau Bill comme jeunes premiers rôles pour une série de films d'aventures qui commence avec The Adventures of Bob and Bill.

### Vedette du western B
La carrière de Bob prend pour de bon son envol en 1927, lorsqu'il est engagé par le studio de production Film Booking Offices of America pour être la vedette d'une série de westerns. Bob – qui est rebaptisé Bob Steele à la FBO – se fait vite un nom, et dans les années 1930 et 1940 il joue dans des westerns B pour quasiment tous les studios à petits budgets tels que Monogram Pictures, Supreme, Tiffany, Syndicate, Republic Pictures (dont plusieurs films de la série The Three Mesquiteers) et Producers Releasing Corporation (dont les premiers films de leur série sur Billy the Kid). Il a parfois eu un rôle dans un film de série A comme Des souris et des hommes (1939) adapté du roman de John Steinbeck.

### Seconds rôles
Dans les années 1940, la carrière de Bob comme héros cow-boy est sur le déclin, mais il continue de travailler en acceptant des rôles mineurs dans beaucoup de gros films comme Le Grand Sommeil (1946) d'Howard Hawks ou les succès de John Wayne Aventure dans le Grand Nord (1953), Rio Bravo (1959) et Rio Lobo (1970). D'autre part, il est apparu occasionnellement dans des films de science-fiction comme The Atomic Submarine (en) (1959) et Giant From the Unknown (en) (1958). Il a aussi fait beaucoup de télévision, avec notamment un second rôle régulier dans la comédie militaire F Troop (en) (1965 – 1967), qui lui a permis de mettre en avant ses talents comiques. Steele y jouait le personnage de Trooper Duffy, qui prétend avoir été « côte à côte avec Davy Crockett à Alamo » ; en réalité, Steele avait joué dans Davy Crockett at the Fall of the Alamo (1926).
Bob Steele meurt le 21 décembre 1988 d'un emphysème après une longue maladie.

## Filmographie partielle
- 1928 : Driftin' Sands (en) de Wallace Fox
- 1930 : Near the Rainbow's End de J. P. McGowan

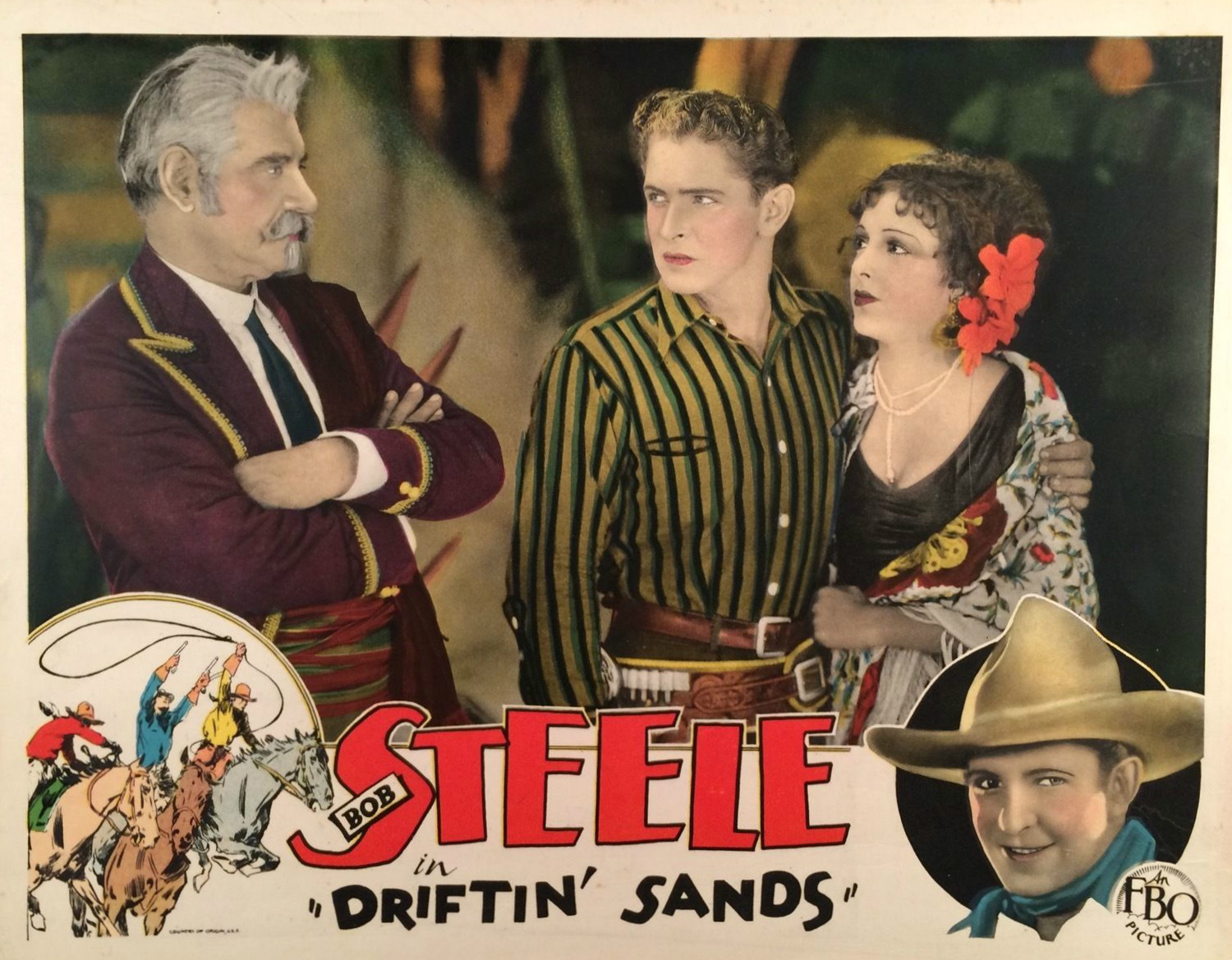
Carte promotionnelle pour Driftin' Sands (1928).

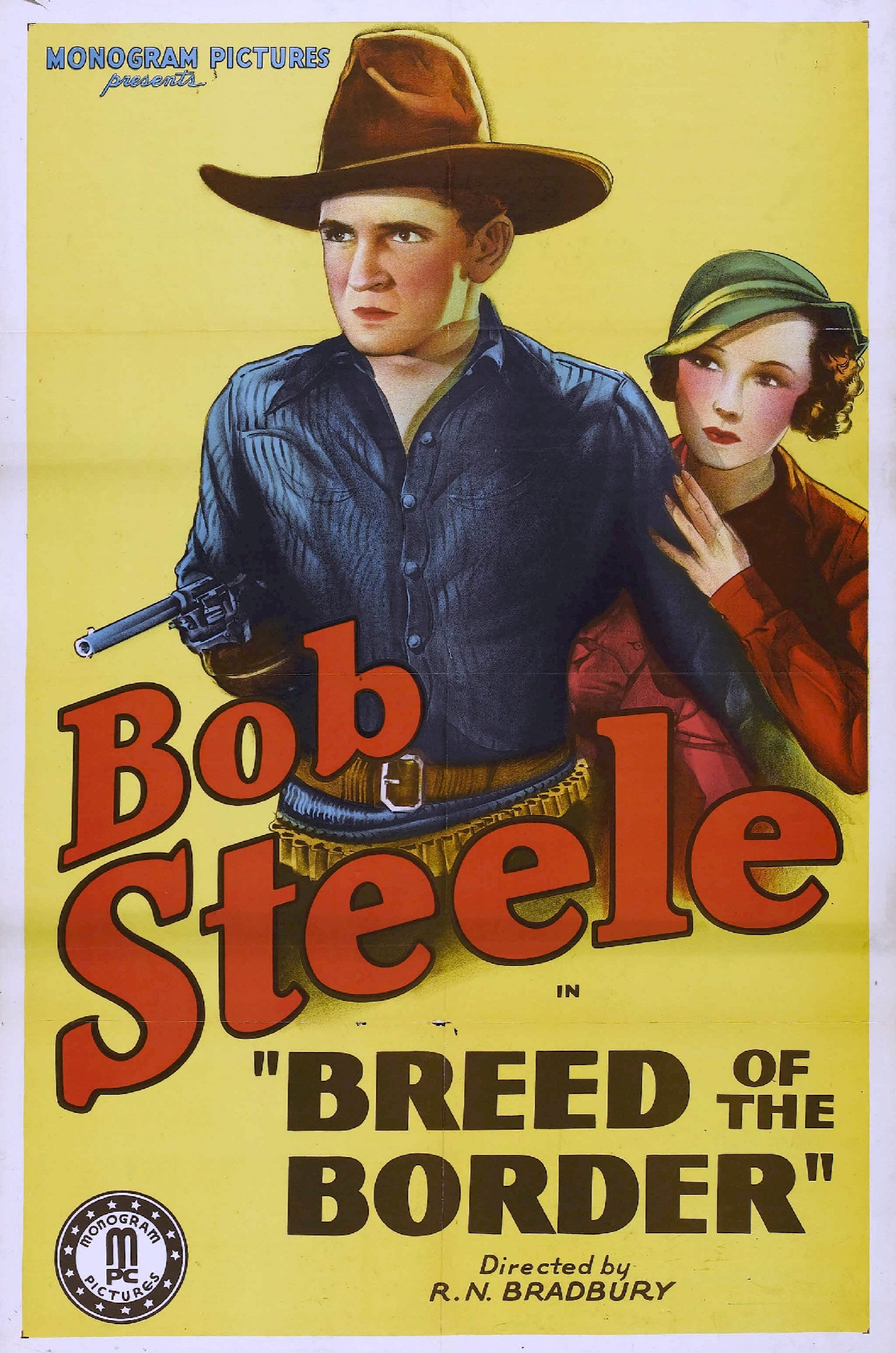
Breed of the Border (1933).

- 1932 : Law of the West de Robert N. Bradbury
- 1933 : Breed of the Border de Robert N. Bradbury
- 1939 : Des souris et des hommes (Of Mice and Men), de Lewis Milestone
- 1940 : À la rescousse (The Trail Blazers) de George Sherman
- 1940 : Les Gangsters du Texas (Under Texas Skies ) de George Sherman
- 1940 : En mauvaise passe (Lone Star Raiders) de George Sherman
- 1940 : The Carson City Kid, de Joseph Kane
- 1941 : The Great Train Robbery de Joseph Kane
- 1944 : Marked Trails de John P. McCarthy
- 1946 : Le Grand Sommeil (The Big Sleep), de Howard Hawks
- 1947 : Wyoming Kid (Cheyenne), de Raoul Walsh
- 1947 : Mac Coy aux poings d'or (Killer McCoy) de Roy Rowland
- 1951 : La Femme à abattre (The Enforcer), de Bretaigne Windust et Raoul Walsh
- 1951 : La Furie du Texas (Fort Worth) d'Edwin L. Marin
- 1953 : Aventure dans le Grand Nord (Island in the Sky), de William A. Wellman
- 1954 : Les Proscrits du Colorado (The Outcast) de William Witney
- 1957 : Une arme pour un lâche (Gun for a Coward) de Abner Biberman
- 1958 : The Bonnie Parker Story de William Witney
- 1959 : Rio Bravo, de Howard Hawks
- 1959 : La Gloire et la Peur (Pork Chop Hill), de Lewis Milestone
- 1962 : Six chevaux dans la plaine (Six Black Horses) de Harry Keller
- 1968 : Pendez-les haut et court (Hang 'Em High), de Ted Post
- 1970 : Rio Lobo, de Howard Hawks